# Ask for It
Ask for it è un EP delle Hole, uscito nel 1995.

## Tracce
1. Over The Edge - 2:47 - (Greg Sage)
2. Pale Blue Eyes - 3:56 - (Lou Reed)
3. Drown Soda - 3:51 - (Hole)
4. Doll Parts - 2:21 - (Hole)
5. Violet - 3:36 - (Hole)
6. Forming/Hot Chocolate Boy - 1:32 - (The Germs - Beat Happening)

## Formazione
- Courtney Love - voce, chitarra
- Eric Erlandson - chitarra
- Jill Emery - basso
- Caroline Rue - batteria